# Sylvi Graham

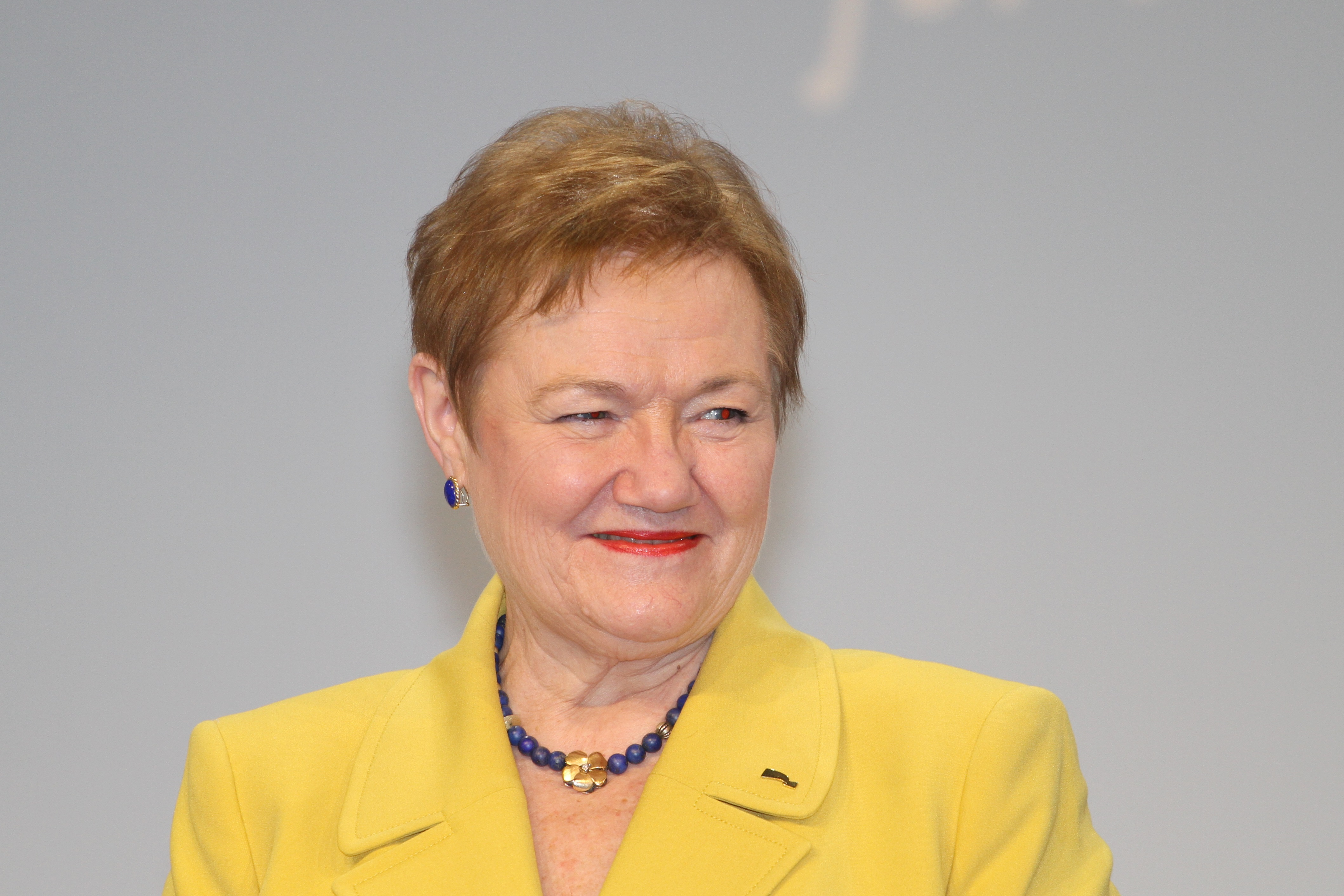
Sylvi Graham

Sylvi Graham (sinh ngày 17 tháng 12 năm 1951) là chính trị gia Na Uy thuộc Đảng Bảo thủ Na Uy.
Từ năm 2004 đến năm 2005, trong thời kỳ Nội các lần 2 của  Bondevik, Graham được chỉ định vị trí quốc vụ khanh của Bộ Ngoại giao Na Uy.
Trong nhiệm kỳ 2005–2009, bà từng là phó đại diện của Storting từ Akershus. Kể từ năm 2017, Graham có vai trò mới là Chủ tịch của Diễn đàn vì Phụ nữ và Phát triển.